# ꝵ
Cette page contient des caractères spéciaux ou non latins. S’ils s’affichent mal (▯, ?, etc.), consultez la page d’aide Unicode.
La lettre rum, ꝵ (minuscule uniquement), est une lettre additionnelle de l’alphabet latin utilisée en latin et en portugais au Moyen Âge comme abréviation de -rum, -runt.

## Utilisation
Le signe rum est utilisé au Moyen Âge dans certaines abréviations latines pour -rum comme dans martiꝵ  (martirum, « martyr ») ou integꝵ  (integrum, « intègre »), ou pour -runt.
L’abbréviation rum a plusieurs formes : un ʀ ‹ ꝶ ›, un r minuscule romain ‹ ꝵ › ou un r gothique ‹ ꝝ ›, chacun tranché d’une barre diagonale généralement en forme de 7.

## Représentations informatiques
Le rum peut être représenté avec les caractères Unicode (latin étendu D) suivants :
| formes    | représentations | chaînes de caractères | points de code | descriptions                |
| --------- | --------------- | --------------------- | -------------- | --------------------------- |
| minuscule | ꝵ               | ꝵ                     | U+A775         | lettre minuscule latine rum |